# Die Suffragette

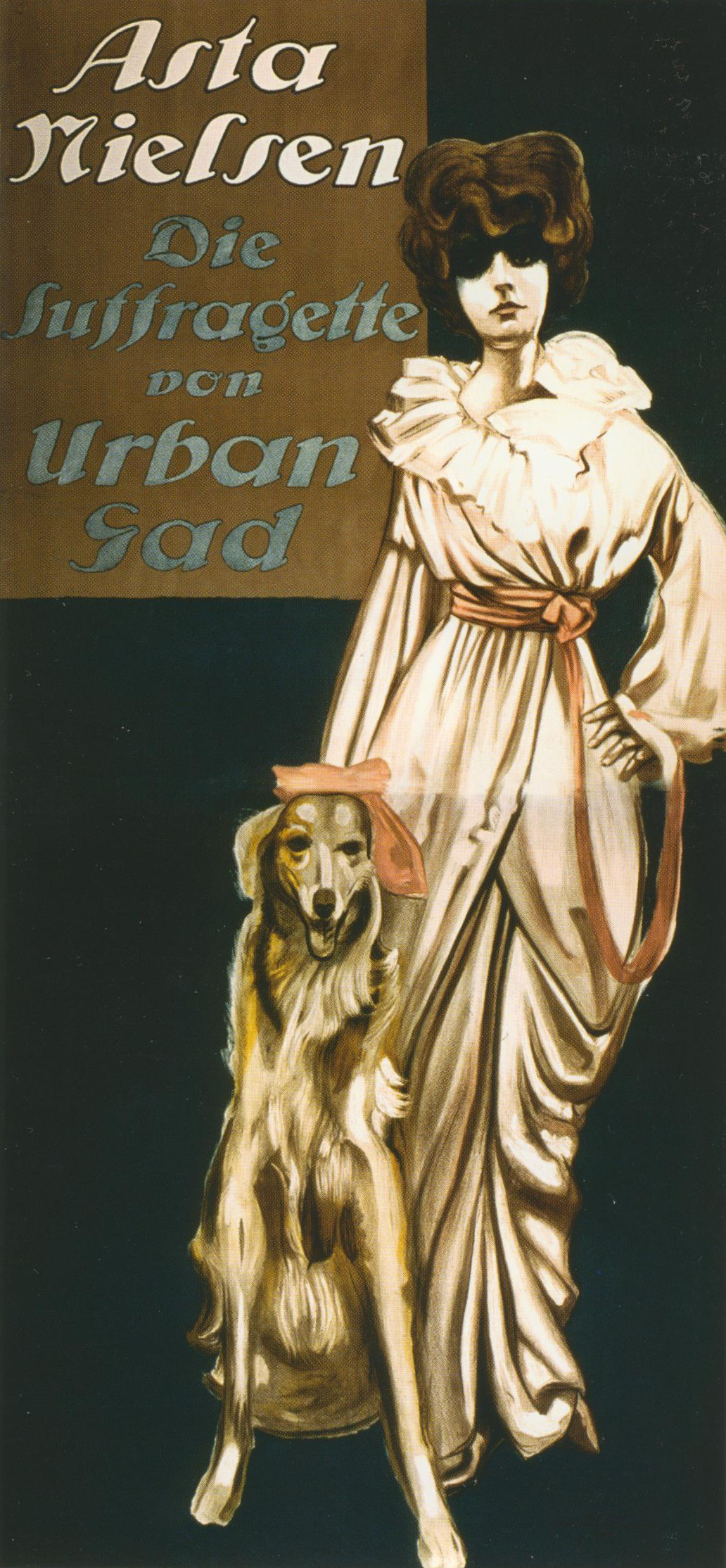
Affiche de Ernst Deutsch-Dryden pour Die Suffragette

Die Suffragette  est une comédie allemande, réalisée par Urban Gad, sortie en 1913. 

## Résumé
Après des années en pensionnat, Nelly Panburne retourne à Londres chez son père et sa sœur aînée, qui a déjà un mari et des enfants. Cependant, la mère de Nelly a disparu et le père refuse d’abord tout indice quant à l’endroit où elle se trouve. Plus tard, Nelly rejoint le mouvement des suffragettes et reste rarement avec sa famille. Le père et la fille acceptent une invitation de la sœur de Nelly et se rendent dans leur domaine de campagne. Là-bas, la jeune femme Nelly est courtisée par trois jeunes hommes, qu’elle rejette. Son père lui présente le jeune Levy, qu’il a choisi comme futur gendre mais Nelly le rencontre froidement préférant à la place un homme étranger qu'elle a vu dans la forêt. Plus tard, elle revoit l’homme quand elle est sur la Tamise.
L'étranger s'avère être lord William Ascue, un politicien de la Chambre des communes, qui est un farouche opposant aux suffragettes. Il prépare ainsi un projet de loi pour permettre les arrestations massives de ces dernières. Son travail empêche Nelly d’apprendre à se connaître lors d’une garden-party. Bien qu’il se soit annoncé et que les trois admirateurs veuillent se présenter l’un l’autre, il est convoqué à une réunion à la Chambre des communes au pied levé. Nelly rejette la demande en mariage de Levy et retourne en ville. Elle y rencontre sa mère, qui la gagne lentement au mouvement des suffragettes. Elle raconte à sa fille les agressions de son père et lui montre la misère des femmes ordinaires, qui sont légalement inférieures à l’homme le plus stupide, même avec la plus grande intelligence. Dans le cercle des suffragettes, Nelly est convaincue et reçoit le baptême du feu des suffragettes.
Avec le temps, Nelly devient plus active dans le mouvement, ne craignant pas la violence des arrestations après avoir brisé une vitrine lors d’une manifestation. En prison, elle entame une grève de la faim mais est libérée après l’échec d’une tentative de gavage. Quand elle rentre à la maison, son père se rend compte qu’il a perdu sa fille aux mains des suffragettes et sa fille préfère rejoindre sa mère, qu'elle rejoint à une réunion des suffragettes en tant que conférencière. Lorsque les policiers tentent de prendre d’assaut le rassemblement, les hommes sont attaqués par les femmes. Les suffragettes conçoivent des plans de plus en plus radicaux. Pendant ce temps, Lord Ascue reçoit la visite de son amante Lola Rodrigues, qui se plaint de son manque d'intérêt pour elle et lui jure de se venger en se tournant vers les suffragettes, sachant sa haine du mouvement des femmes. Elle donne ainsi à Nelly et à sa mère des lettres d’amour de Lord Ascue,  destinées à faire chanter l’homme politique, d’autant plus que les suffragettes ont appris que sa loi sur la persécution massive des suffragettes est sur le point d’être adoptée. Nelly est envoyée avec les lettres à Lord Ascue et reçoit également de sa mère une avec un explosif, qu’elle doit placer dans la maison de Lord Ascue. Il est censé exploser à minuit et tuer Lord Ascue.
À la suite de ces lettres, Nelly accède à la maison de Lord Ascue et place la bombe inaperçue dans le bureau du politicien. Lorsque Lord Ascue apparaît, ils se reconnaissent tous les deux et Nelly est aussi gênée qu’elle est choquée. Néanmoins, elle lui montre les lettres et menace de les rendre publiques s’il ne retire pas la loi prévue. Cependant, le politicien ne se laisse pas faire et affirme que le mouvement des suffragettes est maintenant encore plus détesté par lui en raison des moyens qu’il utilise. Nelly est dévastée et refuse de rendre les lettres à sa mère. Même son père ne peut pas la réconforter. Nelly décide de sauver Lord Ascue. Elle l’invite anonymement à un rendez-vous de minuit mais Lord Ascue annule. Il avait une assemblée politique de prévu. Nelly est soulagée mais apprend dans la soirée que la réunion aura lieu dans la maison du politicien.
Nelly tente de convaincre sa mère de sauver Lord Ascue mais les femmes restent catégoriques. Peu avant minuit, Nelly se précipite chez Lord Ascue et le fait sortir du bureau sous un prétexte. La bombe explose peu après, détruisant la pièce. En outre, une bannière de suffragettes appelant au droit de vote des femmes s’est détachée de la machine. Nelly est détenue par plusieurs hommes en tant qu’agresseur mais libérée lorsque Lord Ascue apparaît et la fait passer pour son épouse. Tous deux confessent leur amour peu de temps après dans une conversation et un baiser. 
Quelques années plus tard, Nelly et Lord Ascue sont vus joyeusement entourés de leurs quatre enfants.

## Fiche technique
- Titre : Die Suffragette

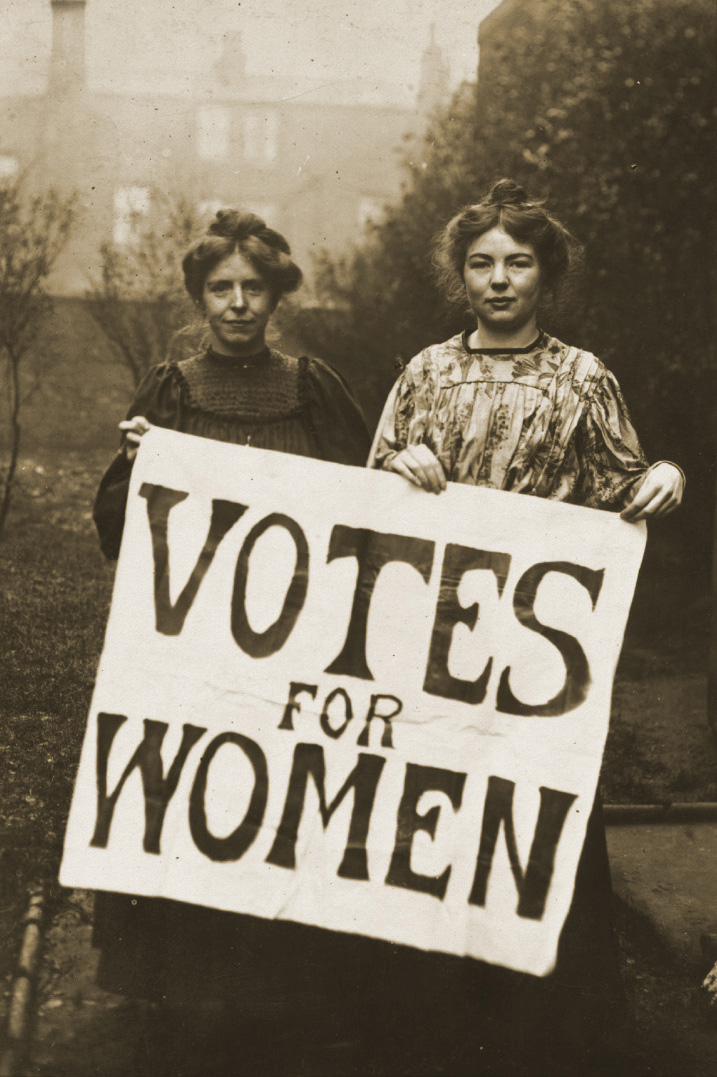
Christabel Pankhurst,à droite, inspira le personnage joué par Asta Nielsen, Nelly Panburne

- Titre alternatif :  Die Suffragette - Mimisches Schauspiel in 5 Akten
- Réalisation : Urban Gad
- Scénario : Urban Gad
- Directeurs de la photographie: Karl Freund, Guido Seeber, Emil Schüneman
- Producteur :	Paul Davidson
- Pays de production :  Empire allemand
- Sociétés de production : Projektions-AG Union (PAGU)
- Longueur : 1 878 mètres, 1 heure
- Format : Noir et blanc - Muet
- Date de sortie en salles :
  - Empire allemand : 12 septembre 1913

## Distribution

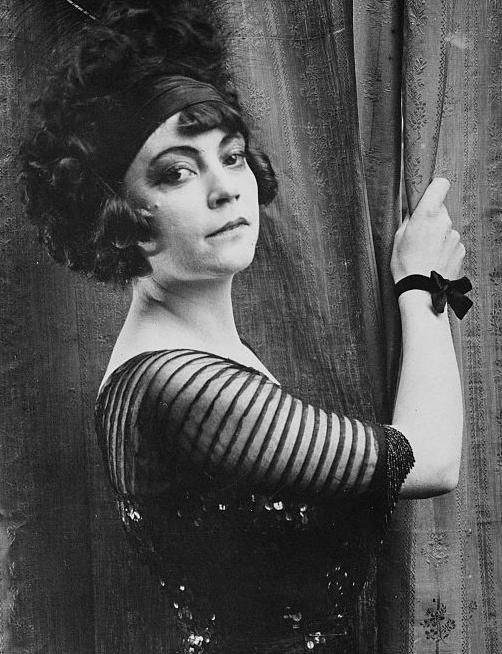
Asta Nielsen en 1911.

- Asta Nielsen : Nelly Panburne
- Max Landa : Lord William Ascue
- Charly Berger
- Fred Immler
- Adele Reuter-Eichberg
- Mary Scheller : la mère de Nelly
- Herr Schroot : le père de Nelly

### Sources et bibliographie
- Die Suffragette. In: Karola Gramann, Heide Schlüpmann (Hrsg.): Nachtfalter. Asta Nielsen, ihre Filme. Band 2 der Edition Asta Nielsen. 2. Auflage. Verlag Filmarchiv Austria, Wien 2010,  (ISBN 978-3-902531-83-4), S. 125–130.
- Die Suffragette. In: Renate Seydel (Hrsg.): Asta Nielsen. Ihr Leben in Fotodokumenten, Selbstzeugnissen und zeitgenössischen Betrachtungen. Henschelverlag, Berlin 1981, S. 90–91.